# Park Narodowy Bulabog Putian
Park Narodowy Bulabog Putian – park narodowy położony na Filipinach, w regionie Zachodnie Visayas, w prowincji Iloilo, na wyspie Panay. Zajmuje powierzchnię 854,33 ha.
Jest to obszar chroniony w ramach Krajowego Zintegrowanego Systemu Obszarów Chronionych (NIPAS), który został ustanowiony dnia 14 czerwca 1961 roku w Proclamation No. 760.
Chroni wilgotny las równikowy z dużą różnorodnością flory i fauny oraz formy przyrody nieożywionej, w tym głównie jaskinie.

## Położenie
Park położony jest na wyspie Panay. Znajduje się w pobliżu miejscowości Dingle oraz San Enrique.

## Fauna
Jaskinia Mistranza zamieszkiwana jest przez około 20 tys. nietoperzy z rodziny rudawkowatych, natomiast w jaskini Guiso zaobserwowano 18 gatunków tego rzędu.

## Przyroda nieożywiona
Na terenie parku odkryto 13 jaskiń (Lungib, Hapu-Hapo, Ma-arhong, Guiso, Mistranza, Linganero, Lapus-Lapus, Ticondal, Butac, Tuco, San Roque, Pitong Liko oraz Nautod) – według niektórych źródeł ponad 30. W jaskini Tuco znajdują się stalaktyty i stalagmity. Jaskinia Guiso ma najdłuższy korytarz licząc od wejścia do wyjścia. W rzeczywistości ma ona aż 3 wejścia i jedno wyjście. Niektóre z jaskiń służyły za schronienie dla filipińskich powstańców podczas walk z Hiszpanami. W ścianach wielu jaskiń widoczne są napisy w języku hiszpańskim z tego okresu. Jaskinia Lungib służyła w tym czasie za arsenał broni. Podłoże jaskiń stanowią fosforanowe złoża skalne. Ponadto na terenie parku występuje wiele skał wapiennych. Materiał skalny znajdujący się na tym terenie był w przeszłości użyty do budowy kościoła w Dingle. Znajduje się tutaj także wodospad Darangkulan, który położony jest na zboczu góry Mount Manyakiya, oraz naturalne źródła Moroboro i Talinab.

## Klimat
Najwyższe temperatury odnotowywane są w kwietniu i maju, kiedy to słupek rtęci wskazuje średnio 33 °C. Najzimniejszymi miesiącami są styczeń i luty, kiedy to średnia temperatura wynosi 22 °C. Pora sucha trwa od października do maja.

## Turystyka
Na terenie parku wytyczono około 40 km szlaków turystycznych. Jest otwarty dla zwiedzających przez cały rok. Dla turystów dostępni są przewodnicy. Najczęściej jest odwiedzany przez turystów w czasie trwania Wielkiego Tygodnia.